# Archibald James Campbell
Pour les articles homonymes, voir James Campbell et Campbell.
Archibald James Campbell (1853-1929) est un ornithologue australien. Il est l'un des principaux fondateurs de la Royal Australasian Ornithologists Union.

## Quelques espèces décrites
- Falcunculus whitei A.J. Campbell, 1910
- Stipiturus mallee A.J. Campbell, 1908
- Stipiturus ruficeps A.J. Campbell, 1899